# Pestă

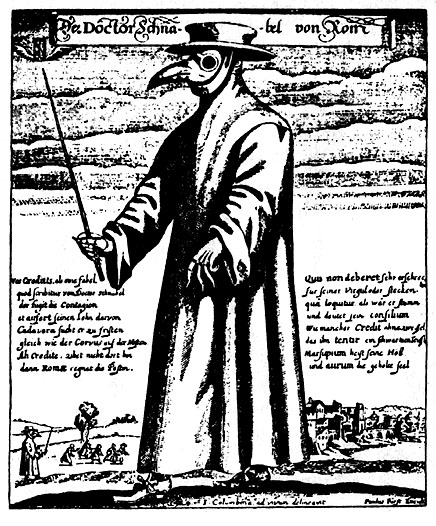
„Doctor mascat din timpul pestei (1656)“ tablou în cupru Paulus Fürst

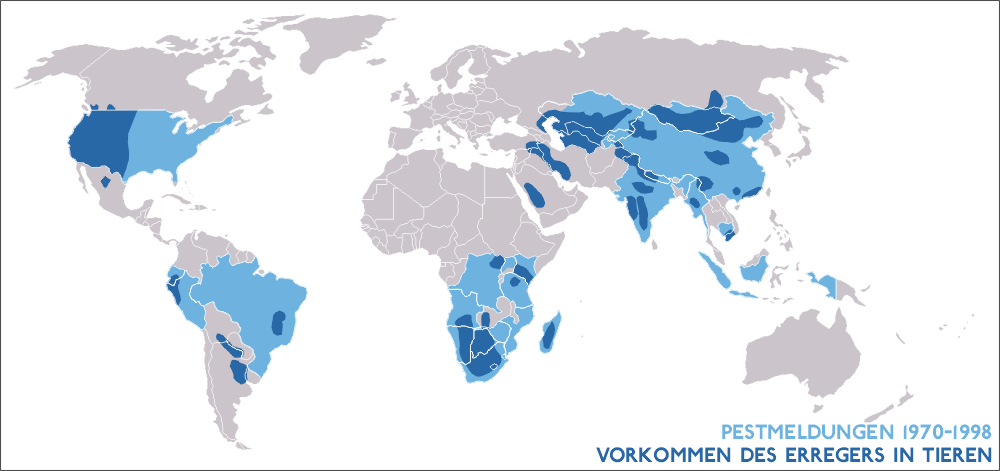
Răspândirea pestei între 1970 și 1998

Ciuma sau pesta (lat. pestis = epidemie) este o boală infecțioasă deosebit de contagioasă, produsă de bacteria Yersinia pestis. În trecut, boala a luat forme de pandemie întinzându-se pe mai multe continente.
În prezent, între 1.000 și 2.000 de cazuri apar la nivel mondial, în fiecare an, în rândul oamenilor.
Pe continentul european au existat mai multe pandemii de ciumă, cum ar fi cea din Atena (430 î.Hr.; art în engleză aici), cea numită Ciuma lui Iustinian (541-542), cea numită Moartea neagră, în secolul XIV, Marea Ciumă din Londra din 1665-1666, Marea Ciumă din 1738 din  Imperiul Habsburgic și o a cincea pandemie, declanşată în 1855. Se știe faptul că a cincea pandemie a fost cauzată de Yersinia pestis, iar faptul că aceeași bacterie se face vinovată și de Ciuma lui Iustinian și de Moartea Neagră, controversat până de curând,  a putut fi dovedit definitiv de cercetători in anul 2013.

## Forme de manifestare
Într-o pandemie sunt prezente toate formele de pestă, mai frecvente fiind forma bubonică și pulmonară. Dintr-o formă bubonică care fără un tratament adecvat se transformă de regulă într-o formă septicemică care duce la forma pulmonară.
1. Formă carbunculoasă sau Bubonenpest (gr. bubo = bubă , umflătură).
În forma bubonică (lat. Naike) infectarea este produsă de pișcătura puricelui de șobolan. Vectorul bolii, ca gazdă intermediară, transmite  agentul patogen de la șobolan mai departe la om. Această schimbare de gazdă a puricelui se întâmplă numai după moartea rozătorului, de aceea s-a observat o mortalitate în masă la șobolani, înaintea izbucnirii unei epidemii de pestă la om.
Perioada de incubație durează de la câteva ore până la șapte zile.
Simptomele includ febră, dureri de cap și articulații, stare de abatere, slăbiciune până la pierderea conștiinței.
Forma carbunculoasă provine de la umflăturile dureroase ganglionilor limfatici din regiunea gâtului, zonelor axilare, aceste tumefieri pot atinge 10 cm mărime și din cauza hemoragiilor din țesut devin de culoare albastru închis până la negru, care ulcerează având un conținut purulent. Această formă de pestă se poate agrava sau cu șanse de 50% duce la vindecare spontană. Deschiderea chirurgicală a abceselor din cauza pericolului de răspândire a bacteriilor în sânge și organe este contraindicat.
Forma buboasă se transmite mai lent iarna decât vara, deoarece mobilitatea puricelui sub 12 °C este nulă.
2. Forma septicemică frecvent fiind o formă secundară când agentul patogen ajunge și se multiplică în sânge, această formă se manifestă cu o febră ridicată, frisoane, dureri de cap, stare gravă de abatere, cu regiuni  hemoragice întinse, boala are o evoluție supra acută (de la câteva ore, la 36 de ore) având procentul de mortalitate 90-100% la bolnavii netratați.
Azi acest procent de mortalitate este mult mai redus prin folosirea de antibiotice de tipul cloramfenicolului, tetraciclinei, streptomicinei, doxiciclinei sau a gentamicinei.
3. Forma pulmonară cu procentul de mortalitate 90-100% la bolnavii netratați.
4. Forma abortivă este varianta cea mai ușoară de pestă manifestată numai printr-o febră ușoară, inflamația ganglionilor limfatici, urmată de vindecare, bolnavul fiind dotat cu o imunitate solidă și față de formele grave de pestă.

## Galerie de imagini

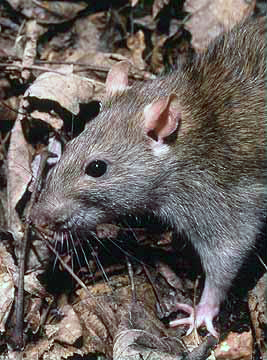
Ratus norvegicus  şobolanul cenuşiu
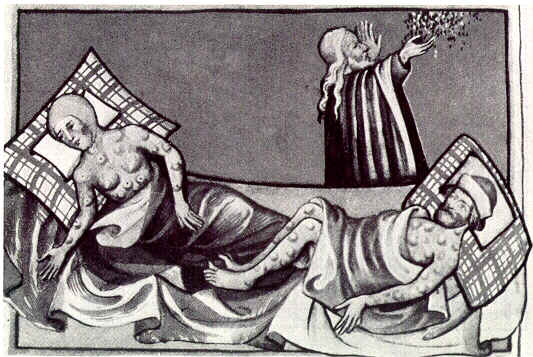
Moartea neagră (Black Death)
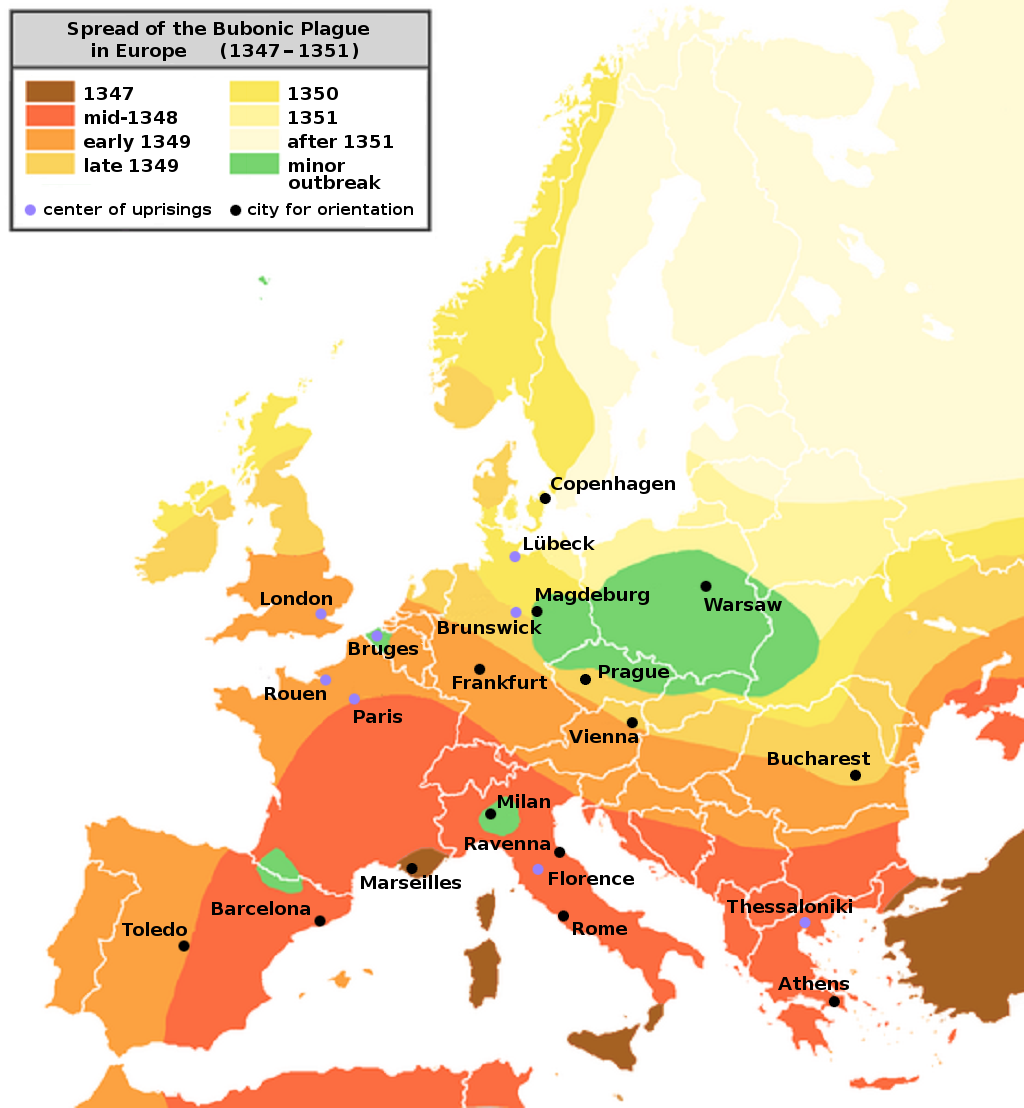
Extinderea "Morţii Negre". Cu verde: zonele afectate parţial sau chiar deloc

## Vezi şi
- Lista epidemiilor şi pandemiilor, în limba engleză